# Rosa 'Charmian'
'Charmian' ('AUSmian' es el nombre del obtentor registrado), es un cultivar de rosa que fue conseguido en Reino Unido en 1982 por el rosalista británico David Austin.

## Descripción
'Charmian' es una rosa moderna cultivar del grupo « English Rose Collection ».
El cultivar procede del cruce de planta de semillero x 'Lilian Austin'.
Las formas arbustivas del cultivar tienen porte erguido arqueado que alcanza más de 105 a 245 cm de alto con 105 a 185 cm de ancho. Las hojas son de color verde oscuro mate de tamaño medio, follaje coriáceo.
Sus delicadas flores de color rosa profundo. Fuerte fragancia de rosas antiguas. Flor con 45 pétalos. El diámetro medio de 3". Tamaño de flor mediano, dobles (17 a 25 pétalos), en pequeños grupos, en forma de copa, en cuartos, rosetón.
Florece de una forma prolífica, floración ocasional después de la temporada.

## Origen
El cultivar fue desarrollado en Reino Unido por el prolífico rosalista británico David Austin en 1982. 'Charmian' es una rosa híbrida con ascendentes parentales de cruce de planta de semillero x 'Lilian Austin'.
El obtentor fue registrado bajo el nombre cultivar de 'AUSmian' por David Austin en 1982 y se le dio el nombre comercial de exhibición 'Charmian'™.
También se le reconoce por el sinónimo de 'AUSmian'.
- La rosa fue conseguida antes de 1982 e introducida en el Reino Unido por David Austin Roses Limited (UK) en 1982 como 'Charmian'.[1]

## Cultivo
Aunque las plantas están generalmente libres de enfermedades, es posible que sufran de punto negro en climas más húmedos o en situaciones donde la circulación de aire es limitada. Es susceptible del mildiu.
Se desarrollan mejor a pleno sol. En América del Norte son capaces de ser cultivadas en USDA Hardiness Zones 5b a 10b. La resistencia y la popularidad de la variedad han visto generalizado su uso en cultivos en todo el mundo.
Puede ser utilizado para las flores cortadas, jardín o guiada como trepador. Vigorosa. En la poda de Primavera es conveniente retirar las cañas viejas y madera muerta o enferma y recortar cañas que se cruzan. En climas más cálidos, recortar las cañas que quedan en alrededor de un tercio. En las zonas más frías, probablemente hay que podar un poco más que eso. Requiere protección contra la congelación de las heladas invernales.